# Геваш
Геваш (тур. Gevaş) — город и район в провинции Ван (Турция). Город Геваш расположен на южном берегу озера Ван.
Население — 29 951 житель (2008). Площадь 968 км².

## История
Территория, на которой сейчас находится город, была плотно заселена со времён государства Урарту, а также во времена Великой Армении, провинции Васпуракан.
Древнее название города — Востан. Во времена Сасанидской империи это слово было титулом губернатора провинции; здесь была резиденция правителя, и постепенно его титул стал названием города. Резиденция сасанидского губернатора находилась на острове Ахтамар, в 20 км к востоку от современного центра Геваша,  с 421 года. С VII века область вокруг озера Ван сначала отделилась от сасанидского государства и образовала самостоятельное исламское княжество, а затем снова вошла в состав Багратидской Армении. В начале X века резиденция с острова была перенесена на место современного города. В 1021 году Васпуракан был включён в состав Византийской империи, а в 1050-х годах район озера Ван был завоёван турками-сельджуками.
В течение двухсот лет после турецкого завоевания история Геваша плохо документирована. Известно, что в конце XIII века он был завоёван монголами.

## Достопримечательности
- Мавзолей Чельме Хатун.